# Municipio Cintalapa
Koordinaten: 16° 41′ N, 93° 43′ W
Cintalapa ist ein Municipio im äußersten Westen des mexikanischen Bundesstaats Chiapas. Es liegt am Rand der Sierra Madre de Chiapas. Das Municipio hatte bei der Volkszählung 2010 etwa 78.000 Einwohner und ist 2.404,6 km² groß. Verwaltungssitz und größte Stadt im Municipio ist Cintalapa de Figueroa.

## Geografische Lage
Das Municipio liegt innerhalb der Koordinaten von 16° 21' bis 17° 09' nördlicher Breite und 93° 33' bis 94° 09' westlicher Länge auf einer Höhe von 100 bis 1900 m. Es grenzt im Norden an den Bundesstaat Oaxaca und die Gemeinden Tecpatán, Ocozocoautla de Espinosa. Östlich liegt das Municipio Jiquipilas und südlich befindet sich das Municipio Arriaga. Es gibt mehr als 500 Städte oder Gemeinden in dem Gebiet. Die Durchschnittstemperatur liegt bei 18 bis 28 °C, die Niederschlagsmenge etwa bei 900 bis 3000 mm. Das Gebiet besteht überwiegend aus landwirtschaftlich genutzten Flächen, Weideland, Grünland, Wald oder Dschungel. Ein Teil der Sierra Madre de Chiapas verläuft von Nordwesten in südöstlicher Richtung durch das Gebiet.

## Geschichte
Eine der ersten Kulturen, die sich in der Region niederließ, waren die Olmeken. Dies ist durch zahlreiche archäologische Funde belegt. Im 11. oder 12. Jahrhunderts besiedelten die Tolteken diese Gegend, es folgten die Zoque und in den Jahren 1486 bis 1488 kamen die Azteken unter ihrem Stammesfürsten Auítzotl, um das Gebiet zu erobern. Eroberung von Ahuízotl an. Die heutige Stadt Cintalapa war in der Kolonialzeit nach den Reisebeschreibungen von Bartolomé de Las Casas und später auch von Thomas Gage ein Dorf von Viehhirten. Am 17. Juli 1926 es zur spanisch Villa erhoben und am 3. Februar 1931 zur Stadt. Seit dem 6. Januar 1942 heißt, in Erinnerung an den Dichter Rodulfo Figueroa (1866–1899) sie offiziell „Cintalapa de Figueroa“. Der eigentliche Name dieses Ortes kommt aus dem Nahuatl und bedeutet „Wasser im Untergrund“.
Gebiete des Municipio Cintalapa sind seit Teil der Biosphärenreservate „La Sepultura“ (2006) und „Selva El Ocote“ (2006).
Demografische Entwicklung zwischen 2005 und 2010:
- Die Bevölkerung stieg von 73668 auf 78114 Einwohner
- Die Zahl der bewohnten Häuser stieg von 15516 auf 17694
- Der Anteil indigener Einwohner von 3809 auf 4626 (Einwohner die eine indigene Sprache sprechen)
- 22042 Einwohner (rund 31 %) lebten 2010 in extremer Armut

## Naturkatastrophen
Am 24. September 1980 traf der Wirbelsturm „Herminia“ den Bundesstaat Chiapas und verursachte schwere Schäden in Cintalapa. Als Folge des Sturms trat der Rio la Venta über die Ufer und vernichtete die Ernte auf den Feldern, überflutete Straßen und Häuser. Einige Menschen wurden getötet. Am Abend des 23. September fiel in Teilen der Gemeinde bereits starker Regen, so dass kleinere Bäche wurden zu reißenden Fluten. Auch der benachbarte Bundesstaat Oaxaca war betroffen. Für jene, die obdachlos geworden waren, wurde eine Notunterkunft mit dem Namen „Fraccionamiento Juan Sabines Gutiérrez“ errichtet.
In den Jahren 2010 und 2011 kam es durch Starkregen zu Überschwemmungen. Das Gebiet liegt zudem in einer tektonisch aktiven Zone und wurde mehrmals durch Erdbeben mit einem Wert über 5.0 auf der Richterskala erschüttert, unter anderem 2007, 2010 und 2011.

## Politik
Bei der Präsidentschaftswahl 2018 traten folgende Kandidaten an.
- José Francisco Nava Clemente, Kandidat der Grünen Ökologenpartei von Mexiko (PVEM)
- Ernesto Cruz Díaz, Kandidat der MORENA, PES
- Enrique Arreola Moguel, Kandidat der institutionellen Revolution (PRI)
- Carlos Alberto Fernández Saldaña, Kandidat der Partei Podemos Mover (PPM)
- Sócrates Rodríguez Hernández, Kandidat der Partei neue Allianz (PNA)
- América Martínez García, Kandidat der Partei vereinigtes Chiapas PCU
- Herbin de la Torre Pérez, Kandidat der PAN, PRD
- Samuel Roque Guillén, parteilos
- Luis Isaí Castillo Borraz, parteilos

Gewählt wurde José Francisco Nava Clemente.

## Archiv auf Mikrofilm
- Censo de población del municipio de Cintalapa, Chiapas, 1930. Salt Lake City, Utah 1987, OCLC 866426502.
- Registros civiles del municipio de Cintalapa, Chiapas, 1861–1990. Salt Lake City, Utah 1991, OCLC 866556831 (Archiv der Geburten-, Eheschließungs- und Sterberegister der Gemeinde Cintalapa).